# Poney de selle allemand
Le poney de selle allemand (allemand : Deutsches Reitpony - DRPO) est une race de poneys de sport originaire d'Allemagne, adaptée à l'équitation pour les enfants et adolescents. Cette race a été formée pour ressembler à un cheval warmblood en plus petit. Elle est destinée aux compétitions sur poney.

## Histoire
Le poney de selle allemand provient d'un ensemble de croisements à partir des races Welsh B, New Forest, Connemara, Dülmen, Arabe et Anglo-arabe, le Welsh ayant eu l'influence la plus importante. La race dispose d'un stud-book. En 2007, de nouvelles sous-populations y ont été incluses. Le stud-book est désormais fermés aux apports de sang extérieurs.

## Description
La base de données DAD-IS indique une taille moyenne de 1,40 m chez les femelles et 1,46 m chez les mâles. Il toise plus généralement de 1,37 m à 1,47 m (selon CAB International) ou 1,38 m à 1,48 m (selon le guide Delachaux), son modèle étant celui d'un cheval de selle de taille réduite. Sa tête est petite et dotée de petites oreilles, de grands yeux et de naseaux larges. L'encolure est longue, avec une très belle sortie. Le dos est tonique, les membres fins, la croupe longue et légèrement inclinée, avec une attache de queue basse. Ses allures sont amples et énergiques, avec du rebond et de la propulsion. Il a aussi un très bon coup de saut. Calme, courageux et volontaire, il est gentil mais a besoin d'être travaillé. Fin à monter, il exige une équitation minutieuse et rigoureuse pour montrer pleinement ses capacités.
Les robes sont unies, les plus courantes sont le bai, l'alezan, le noir et le gris.
L'objectif d'élevage est l'obtention d'un cheval sportif de type Warmblood, en plus petit.

## Utilisations

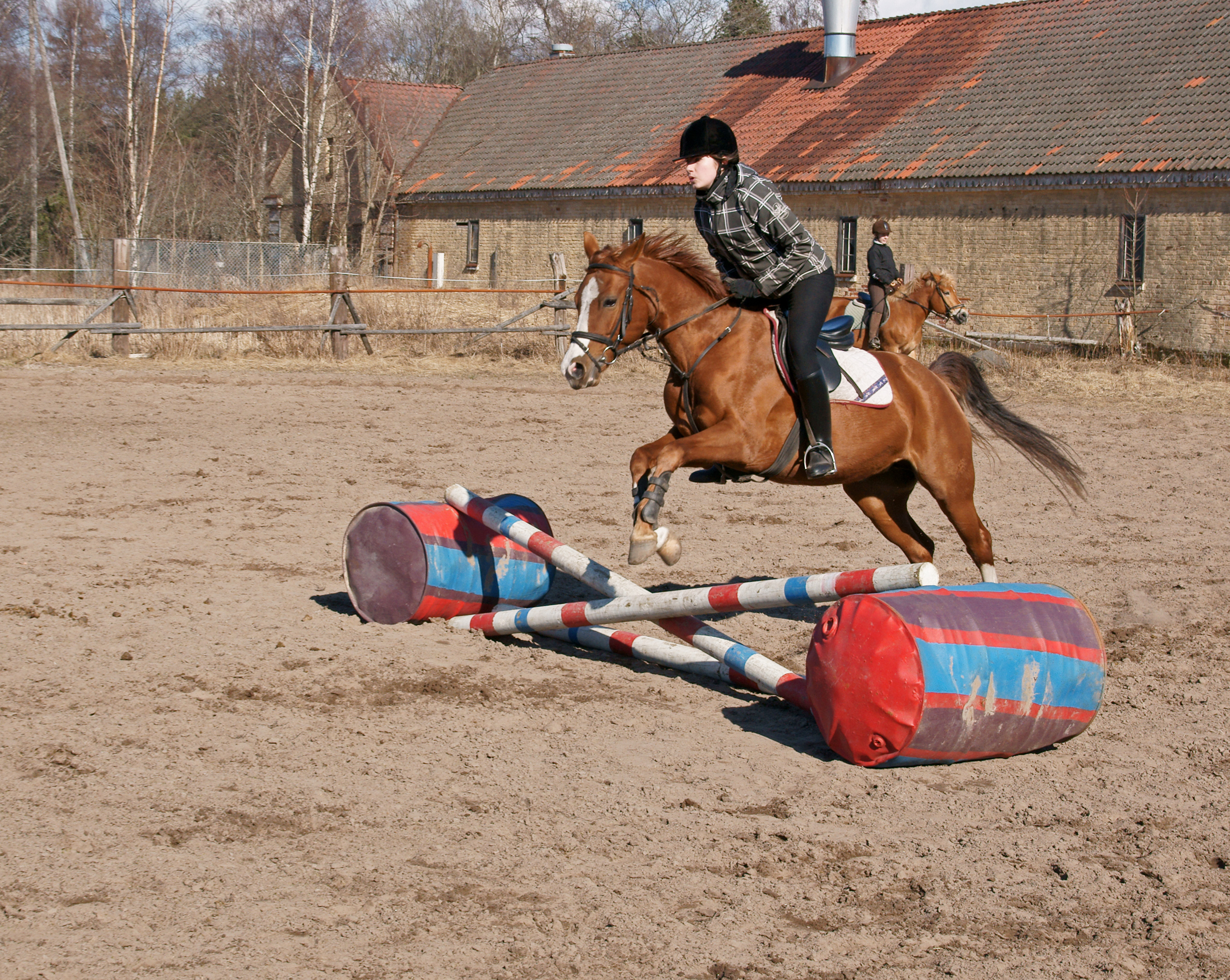
Ponette de selle allemande en saut d'obstacles

Le poney de selle allemand est destiné à l'équitation sur poney pour les enfants, notamment en compétition. Il y est monté même à haut niveau, y compris en dressage et en saut d'obstacles. Il est à l'origine des poneys hollandais, suédois et danois. Parmi ses sujets les plus illustres, figurent des étalons comme FS Champion de Luxe, Dornik B, FS Golden Moonlight, Capri Moon, Dressman, Derbino, Valentino, Constantin, The Braes my Mobility, FS Don't Worry, ou des juments telles que Dulcia, qui a remporté les championnats d'Europe poney en dressage.

## Diffusion de l'élevage
La race est indiquée comme native de l'Allemagne, et comme rare, sur DAD-IS. L'étude menée par l'université d'Uppsala, publiée en août 2010 pour la FAO, le signale comme une race locale européenne qui n'est pas menacée d'extinction. En 2016, l'effectif recensé est de 5 575 poneys.
Le poney de selle allemand est élevé dans les landers (ou régions administratives) de Rhénanie-du-Nord-Westphalie, de Basse-Saxe et de Schleswig-Holstein. Il commence à être élevé en France pour ses qualités en dressage et concours complet.